# Stefan Karl Schmid

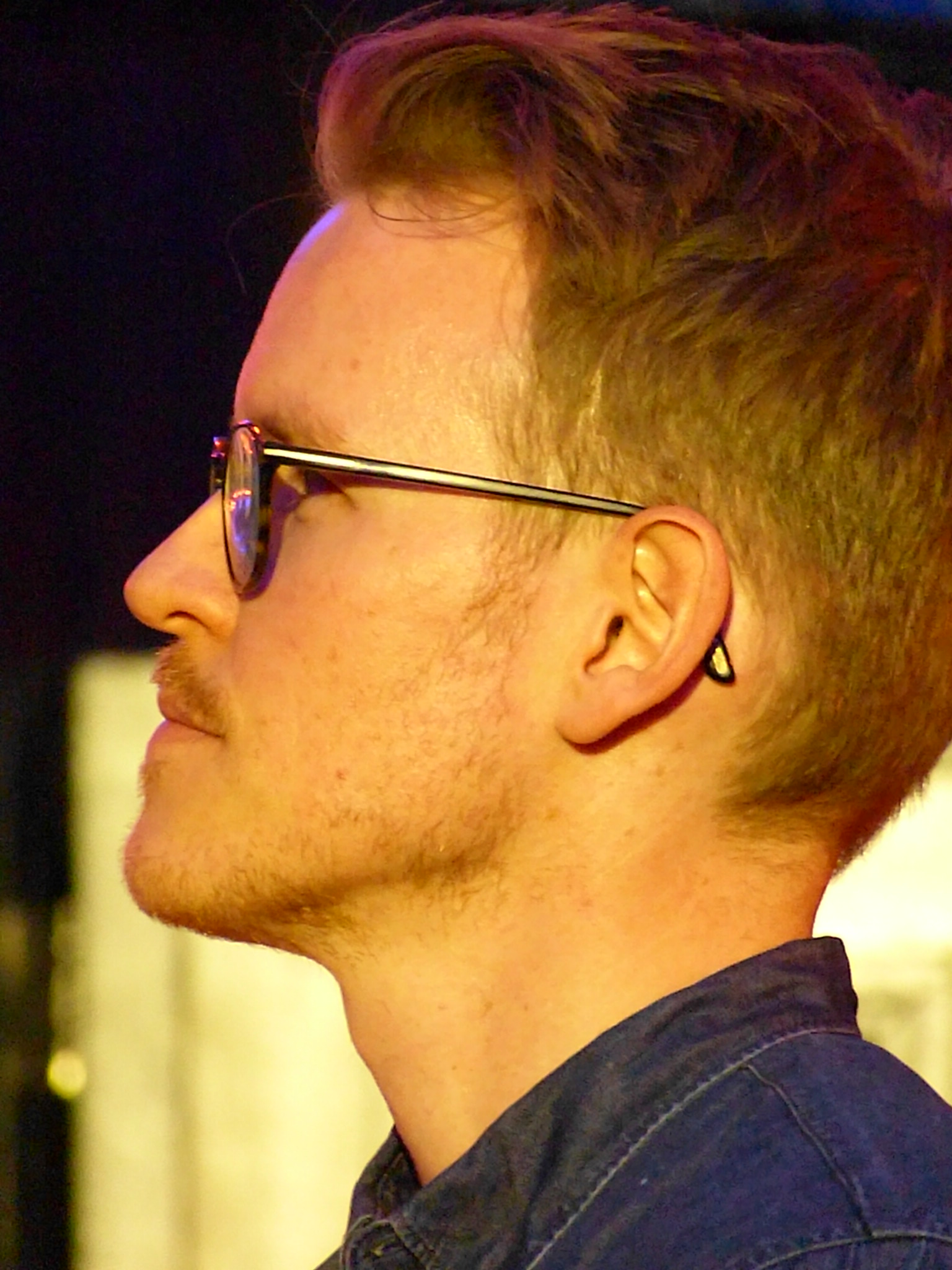
Stefan Karl Schmid (2020)

Stefan Karl Schmid (* 13. Februar 1984 in Darmstadt) ist ein deutsch-isländischer Musiker (Klarinette, Sopran- und Tenorsaxophon, Komposition) des Modern Jazz.

## Leben und Wirken
Stefan Karl Schmid lernte ab dem neunten Lebensjahr Saxophon und wurde bis 2002 an der städtischen Musikschule Bad Dürkheim unterrichtet. Daneben hatte er Klavierunterricht. Von 2000 bis 2004 war er Mitglied des Jugend-Jazzorchesters Rheinland-Pfalz, mit dem er Konzerttourneen durch die USA, Korea und Brasilien absolvierte. Nach einer studienvorbereitenden Ausbildung am Peter-Cornelius-Konservatorium in Mainz studierte er von 2003 bis 2007 Jazz-Saxophon und Musikpädagogik an der Hochschule für Musik Nürnberg-Augsburg bei Klaus Graf, Steffen Schorn und Hubert Winter. Nach dem Abschluss mit Auszeichnung studierte er zwischen 2008 und 2010 Komposition und Arrangement an der Hochschule für Musik und Tanz Köln bei Frank Reinshagen und Joachim Ullrich und vertiefte seine Instrumentalkenntnisse mit einem Fulbright-Stipendium an der Manhattan School of Music in New York.
2008 trat er in das BuJazzO unter Leitung von Peter Herbolzheimer ein, dem er bis 2009 angehörte. Er leitete das Tentett „exTended“ und gehörte zu den Bigbands von Karl Podack (Swing ist mein Ding) und Florian Ross, spielte aber auch in den Combos von Michel Reis, Sebastian Böhlen, Philipp Rüttgers und James Whitling (Burbank) und begleitete Torsten Goods (Irish Heart). Auf Konzerten sowie Tourneen durch Europa, die USA, Korea und Brasilien spielte er mit Musikern wie Bobby Shew, John Ruocco, Al Porcino, John Hollenbeck, Ack van Rooyen, Theo Bleckmann, Maceo Parker und der WDR Big Band Köln.
Schmid ist Ko-Leiter der Gruppen Schmid’s Huhn (mit Leonhard Huhn), Niaque (mit Philipp Brämswig) und Subway Jazz Orchestra; auch bildete er ein Duo mit Lars Duppler, das bisher zwei Alben vorlegte (Hringferð 20222; Blíður 2024). Ferner gehört er zu den Bands von Shannon Barnett und von Reza Askari (Magic Realism 2020). Seit 2020 ist er zudem als Professor für Jazz-Saxophon und Ensemble an der Hochschule für Musik und Darstellende Kunst Mannheim tätig.
Stefan Karl Schmid ist der ältere Bruder des Schauspielers Andreas Helgi Schmid.

## Preise und Auszeichnungen

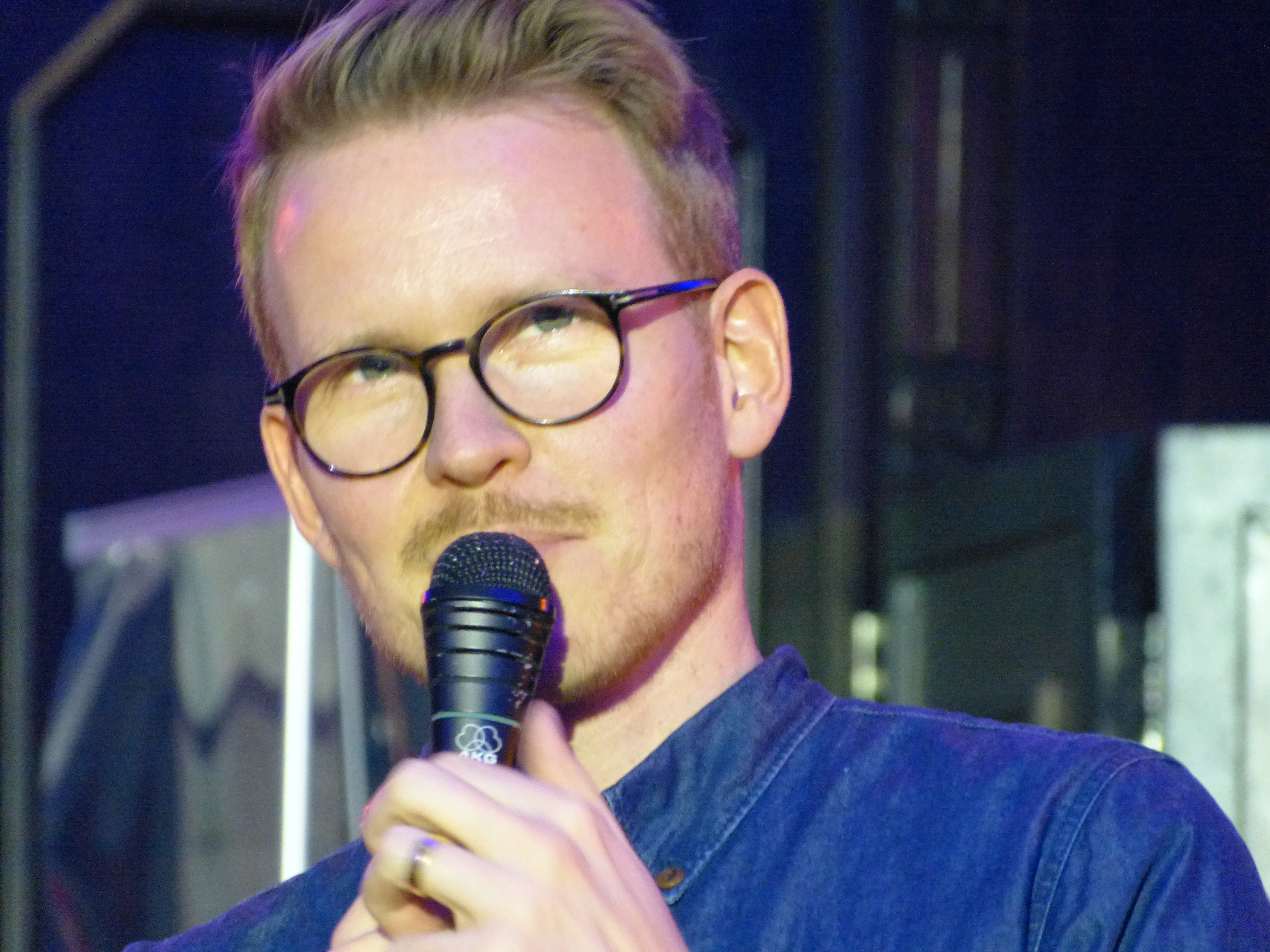
Stefan Karl Schmid im Alten Wartesaal 2020

Schmid gehörte 2002 dem 1. Preisträger beim Skoda-Big Band-Jazzpreis an und erhielt 2003 einen ersten Preis im Solowettbewerb Jugend jazzt in Rheinland-Pfalz. 2006 gewann er die International Competition for Soloists and Ensemble, Kerkrade mit dem Orka Quartet. 2008 war er 1. Preisträger beim Bruno-Rother-Gedächtnisstipendium für Komposition und Arrangement mit dem Stefan Schmid Quartett; im selben Jahr war er Stipendiat der Yehudi Menuhin Stiftung mit dem trio BIS. 2012 wurde er mit dem Sparda Jazz Award der Düsseldorfer Jazz-Rally ausgezeichnet. 2013 war er mit dem Olaf Lind Quartet in der Endausscheidung um den Neuen Deutschen Jazzpreis und belegte mit seinem Stück Persistence of Memory den ersten Platz beim Kompositionswettbewerb des BuJazzO. 2013 erhielt er das Horst-&-Gretl-Will-Stipendium der Stadt Köln. Ebenfalls 2013 erhielt er den Jazzpreis der Stadt Worms „für sein technisch versiertes Spiel auf dem Tenor- und Sopransaxophon sowie Klarinette und Querflöte.“ Zudem habe er „durch seine Qualitäten als Komponist und Arrangeur überzeugt“, begründete die Jury ihre Entscheidung.

## Diskographische Hinweise
- Olaf Lind: drift (JazzHausMusik 2011, mit Marcel Richard, Rafael Calman)
- Stefan Schmid: exTENded (Double Moon 2012, mit Malte Dürrschnabel, Niels Klein, Christoph Moschberger, Frederik Köster, Tobias Wember, Max von Einem, Max Frankl, Robert Landfermann, Jens Düppe)
- Stefan Karl Schmid/Leonhard Huhn: Schmid's Huhn (Shoebill music 2014, mit Stefan Schönegg, Fabian Arends)
- Stefan Karl Schmid/Philipp Brämswig: Anima (Meta Records 2015)
- Niaque: Awake (Float Music 2019, mit Philipp Brämswig, David Helm, Fabian Arends)
- Pyjama (Tangible Music, 2020, mit Pablo Held, David Helm, Thomas Sauerborn, Shannon Barnett, Heidi Bayer, Bastian Stein, Mattis Cederberg)[7]
- Muse (Tangible Music, 2021, mit David Helm, Thomas Sauerborn sowie Shannon Barnett, Bastian Stein, Pablo Held)[8]
- Schmid’s Huhn: Layers (live) (Shoebill music 2022, mit Leonhard Huhn, Stefan Schönegg, Fabian Arends)[3]
- Stefan Karl Schmid/Subway Jazz Orchestra: You Are the Universe (Tangible Music, 2023)[9]